# جاستن بوسطن
جاستن بوسطن (بالإنجليزية: Justin Boston)‏ هو سائق سباق أمريكي، ولد في 12 سبتمبر 1989 في بالتيمور في الولايات المتحدة.

## وصلات خارجية
- جاستن بوسطن على موقع Racing-Reference.info (الإنجليزية)